# Altica elaeagnusae
Altica elaeagnusae is een keversoort uit de familie bladkevers (Chrysomelidae). De wetenschappelijke naam van de soort werd in 2006 gepubliceerd door Zhang, Wang & Yang.